# Ectropothecium nishimurii
Ectropothecium nishimurii är en bladmossart som beskrevs av O'shea och Ryszard Ochyra 2000. Ectropothecium nishimurii ingår i släktet Ectropothecium och familjen Hypnaceae. Inga underarter finns listade i Catalogue of Life.